# Józef Vogtman

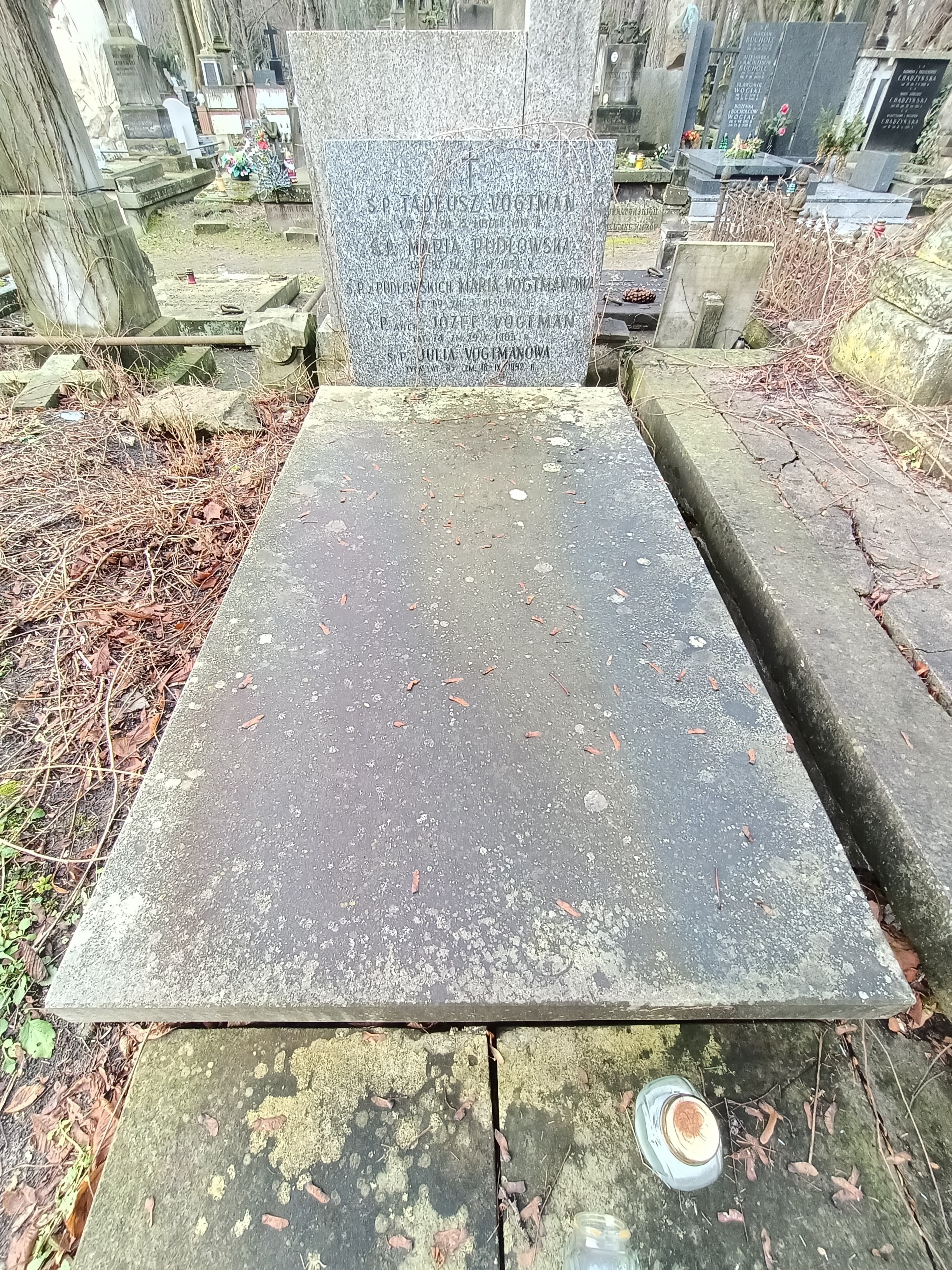
Grób Józefa Vogtmana na cmentarzu Powązkowskim

Józef Vogtman (ur. 23 sierpnia 1909 we Włocławku, zm. 29 października 1983 w Warszawie) – polski architekt, konserwator zabytków, autor prac z zakresu teorii architektury i ochrony zabytków.

## Życiorys
Odbył studia na Politechnice Warszawskiej, gdzie udzielał się w organizacjach studenckich. Uzyskał tytuł zawodowy inżyniera architekta. W 1938 był sekretarzem korporacji akademickiej Związek Filistrów "Sparta". W 1939 został inżynierem w Dziale Architektury Zarządu Miejskiego m.st. Warszawy.
Po wybuchu II wojny światowej działał w konspiracji (Warszawski Okręg Armii Krajowej - batalion "Wigry" - 2. kompania "Czesław"). Nosił pseudonim "Byk". Brał udział w powstaniu warszawskim (Armia Krajowa - Grupa "Północ" - zgrupowanie "Róg" - batalion "Wigry" - 2. kompania "Czesław") ze stopniem starszy strzelec z cenzusem. Po kapitulacji powstania wyszedł z miasta z ludnością cywilną.
Uzyskał stopień naukowy doktora nauk technicznych.
Pochowany na cmentarzu Powązkowskim w Warszawie (kwatera 174-5-25).

## Realizacje
Wspólnie z Bolesławem Szmidtem zaprojektował gmach Centrali PKO w Warszawie zbudowany w latach 1938-1939 przy ul. Marszałkowskiej 134 w Warszawie.

## Wybrane publikacje
- Adaptacja zabytkowych domów mieszkalnych, Warszawa: Państw. Wydaw. Techniczne, 1953.
- Kryteria techniczne i użytkowe przebudowy trwałych zasobów zabudowy mieszkaniowej, Warszawa: Centralny Ośrodek Informacji Budownictwa, 1970.
- Materiały do programowania i projektowania budownictwa mieszkaniowego, Warszawa: Budownictwo i Architektura, 1955.
- Metoda określania technicznego stanu zasobów budownictwa ogólnego, Warszawa: Centralny Ośrodek Informacji Budownictwa, 1971.
- Rehabilitacja miejskich budynków mieszkalnych, Warszawa: "Arkady", 1963.
- Studia nad modernizacją budynków mieszkalnych z okresu gospodarki kapitalistycznej, Warszawa: Ministerstwo Budownictwa Miast i Osiedli, 1954.
- Studium koncepcji określenia zużycia technicznego i zużycia moralnego zasobów mieszkaniowych w m. st. Warszawie, Warszawa: [s.n.], 1973.
- Studium w zakresie przyszłej modernizacji budownictwa mieszkaniowego w Warszawie w świetle obecnych, Warszawa: Techniczno-Ekonomiczna Rada Naukowa przy Prezydium Stołecznej Rady Narodowej, 1971.
- Węzłowe problemy związane z remontami budynków mieszkalnych wykonanych metodami uprzemysłowionymi, Warszawa: Wydaw. Czasopism Technicznych NOT ; Polski Związek Inżynierów i Techników Budownictwa, Zarząd Główny, Komitet Problemów Remontowo-Budowlanych, 1973.